# Oreomava
Oreomava é um género de gastrópode  da família Charopidae.
Este género contém as seguintes espécies:
- Oreomava cannfluviatilus
- Oreomava otwayensis